# خيرسون (ثيمة)
ثيمة خيرسون ((باليونانية: θέμα Χερσῶνος)‏, thema Chersōnos)، ودعت في الأصل ورسميا كيلامتا (Greek: τὰ Κλίματατὰ Κλίματα) كان ثيمة بيزنطية (مقاطعة عسكرية مدنية) تقع في شبه جزيرة القرم، ومقرها في خيرسون.